# Serau de la Xina
El serau de la Xina (Capricornis milneedwardsii) és un caprí vulnerable, originari de la Xina, Myanmar, Cambodja, Laos, Tailàndia i el Vietnam. En el passat se l'ha considerat una subespècie del serau comú, Capricornis sumatraensis.